# Камара-де-Лобуш
Ка́мара-де-Ло́буш (порт. Câmara de Lobos; МФА: [ˈkɐ.mɐ.ɾɐ dɨ ˈɫo.buʃ], Ка́мара-ди-Ло́буш) — муніципалітет і місто в Португалії, в автономному регіоні Мадейра. Розташований на острові Мадейра в Атлантичному океані, на теренах історичної португальської провінції Мадейра. Належить до Фуншальської діоцезії Католицької церкви в Португалії. Права міського самоврядування має з 1835 року. Поділяється на 5 парафій.  Площа муніципалітету — 52,15 км², населення муніципалітету — 35666 ос. (2011); густота населення — 683,91 осіб/км²
. Патрон — святий Себастіан. Святковий день муніципалітету — 4 жовтня. Поштовий індекс — 9300.  Код місцевої адміністративної одиниці — 3002. Складова статистичного регіону Мадейра.

## Назва
- Камара-де-Лобуш (порт. Câmara de Lobos, «палата вовків») — сучасна назва міста.

## Географія
Камара-де-Лобуш розташована на півдні острова Мадейра в Атлантичному океані.
Камара-де-Лобуш на півдні омивається Атлантичним океаном, на заході межує з муніципалітетом Рібейра-Брава, на півночі — з муніципалітетом Сан-Вісенте, на північному сході — Сантани та на сході — Фуншала. Відстань до столиці острова міста Фуншала становить 9 км.
За колишнім адміністративним поділом (до набуття Мадейрою статуту автономії у 1976 році) місто входило до складу Фуншальського адміністративного округу.
Місто Камара-де-Лобуш є одним з найважливіших туристичних центрів острова Мадейри, і не тільки завдяки своїм видовищним панорамним виглядам, але і тому, що місто має смачну кухню та гарні традиції. Є також центром нічних розваг острова.
Тут готують шашлик на лавровій гілці з бананом, а також виробляють емблемні алкогольні напої острова — понша і вино мадера.

## Історія
Місцевість почали заселяти практично невдовзі після відкриття острова португальцем Жуау Гонсалвіш Зарку у 1419 році. На початку місцеве населення займалося рибальством і сільським господарством, зокрема вирощуванням винограду.
Статус міста — з 3 серпня 1996 року.

## Населення
| Кількість мешканців | Кількість мешканців | Кількість мешканців | Кількість мешканців | Кількість мешканців | Кількість мешканців | Кількість мешканців | Кількість мешканців | Кількість мешканців | Кількість мешканців | Кількість мешканців | Кількість мешканців | Кількість мешканців | Кількість мешканців | Кількість мешканців | Кількість мешканців |
| ------------------- | ------------------- | ------------------- | ------------------- | ------------------- | ------------------- | ------------------- | ------------------- | ------------------- | ------------------- | ------------------- | ------------------- | ------------------- | ------------------- | ------------------- | ------------------- |
| 1864                | 1878                | 1890                | 1900                | 1911                | 1920                | 1930                | 1940                | 1950                | 1960                | 1970                | 1981                | 1991                | 2001                | 2011                |                     |
| 10 226              | 12 475              | 12 134              | 14 118              | 16 455              | 17 578              | 21 806              | 24 130              | 27 420              | 29 759              | 31 810              | 31 035              | 31 476              | 34 614              | 35 666              |                     |

За кількістю населення є другим після Фуншала містом та муніципалітетом, причому 45% населення становить молодь віком до 25 років.

## Парафії
1. Ештрейту-де-Камара-де-Лобуш (порт. Estreito de Câmara de Lobos)
2. Жардін-да-Серра (порт. Jardim da Serra)
3. Камара-де-Лобуш (порт. Câmara de Lobos)
4. Кінта-Гранде (порт. Quinta Grande)
5. Куррал-даш-Фрейраш (порт. Curral das Freiras)

Ештрейту-де-Камара-де-Лобуш з населенням понад 10 тис. осіб має статус містечка з 1994 року.

## Економіка
Економіка муніципалітету представлена промисловістю, рибальством, сільським господарством і туризмом. Значна частина його території є гористою, де зосереджене тваринництво.
Основним видом транспорту є автобуси і таксі.

## Туризм
Серед туристів дуже популярним є будинок-ресторан, в якому неодноразово перебував Вінстон Черчилль — перший свій візит до Мадейри він здійснив у 1950 році.
Мис Жірау з його оглядового майданчика (порт. Miradouro do Cabo Girão) унікальний тим, що його висота знаходиться на позначці 580 метрів над рівнем моря — є найвищим урвистим мисом Європи та другим у світі. З його оглядового майданчика можна бачити не тільки місто Камара-де-Лобуш, але й затоку столиці автономії міста Фуншала.

## Галерея

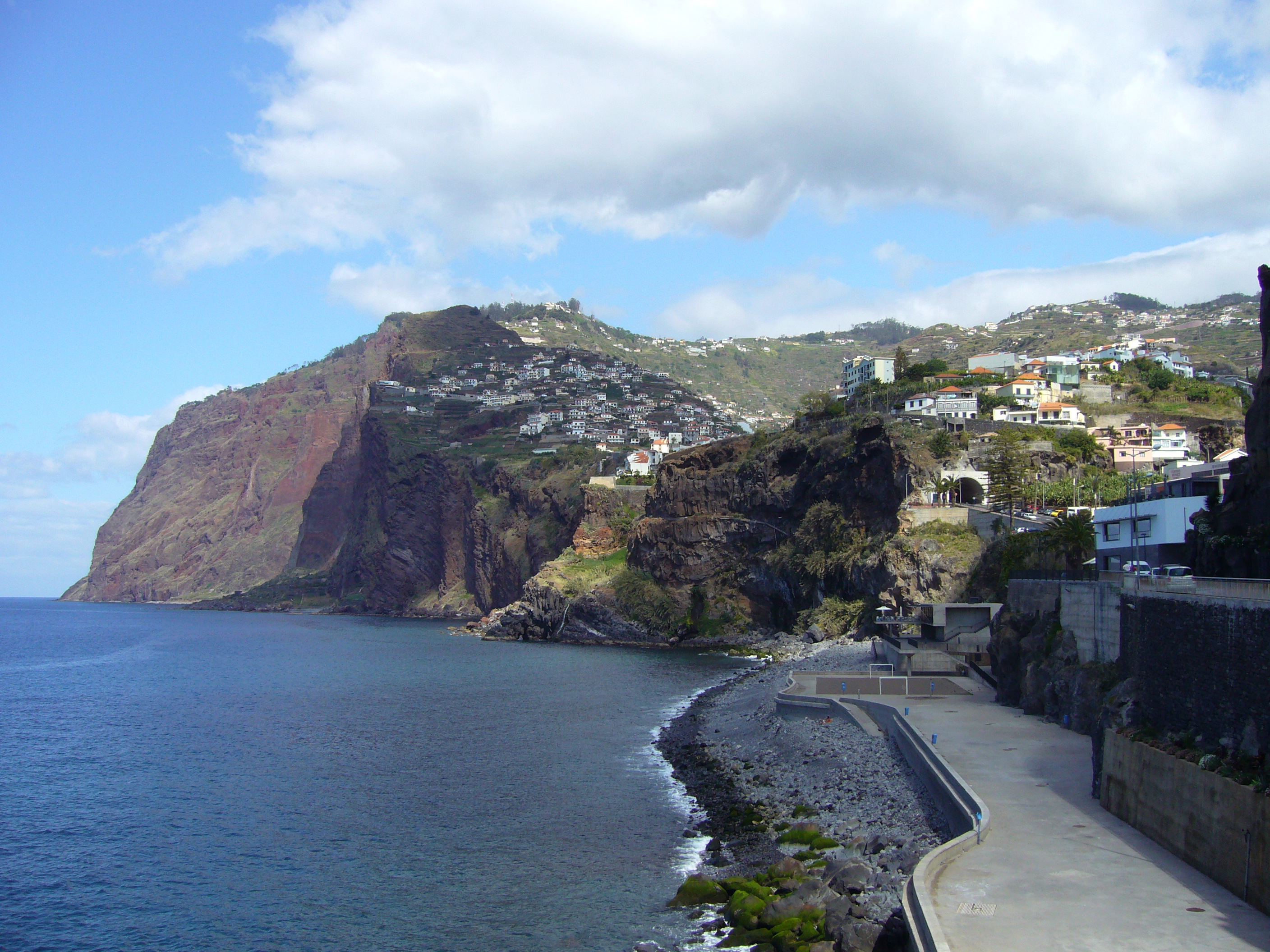
Панорамний вигляд на мис Жірау
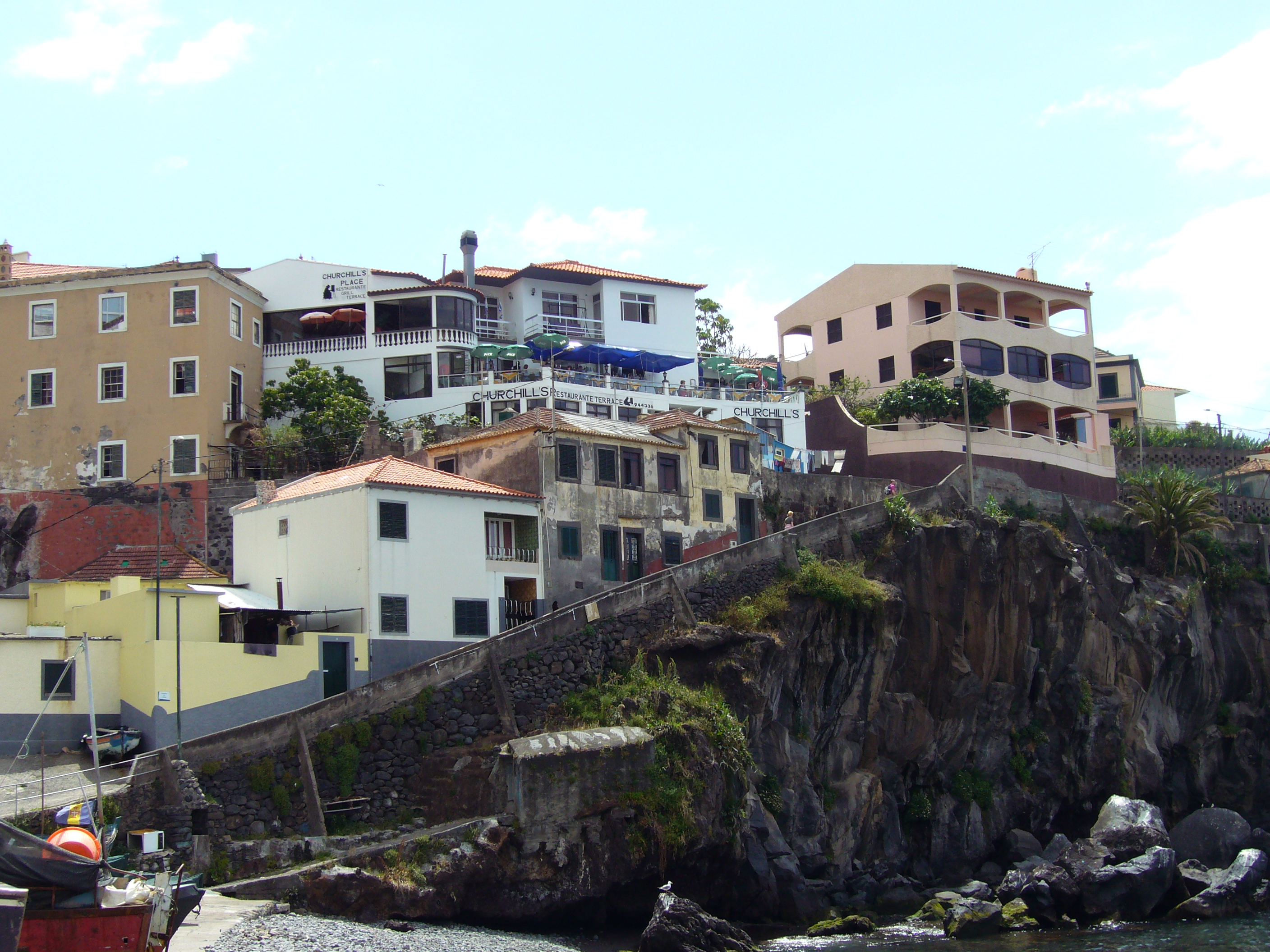
Будинок і ресторан, в якому проживав Вінстон Черчилль
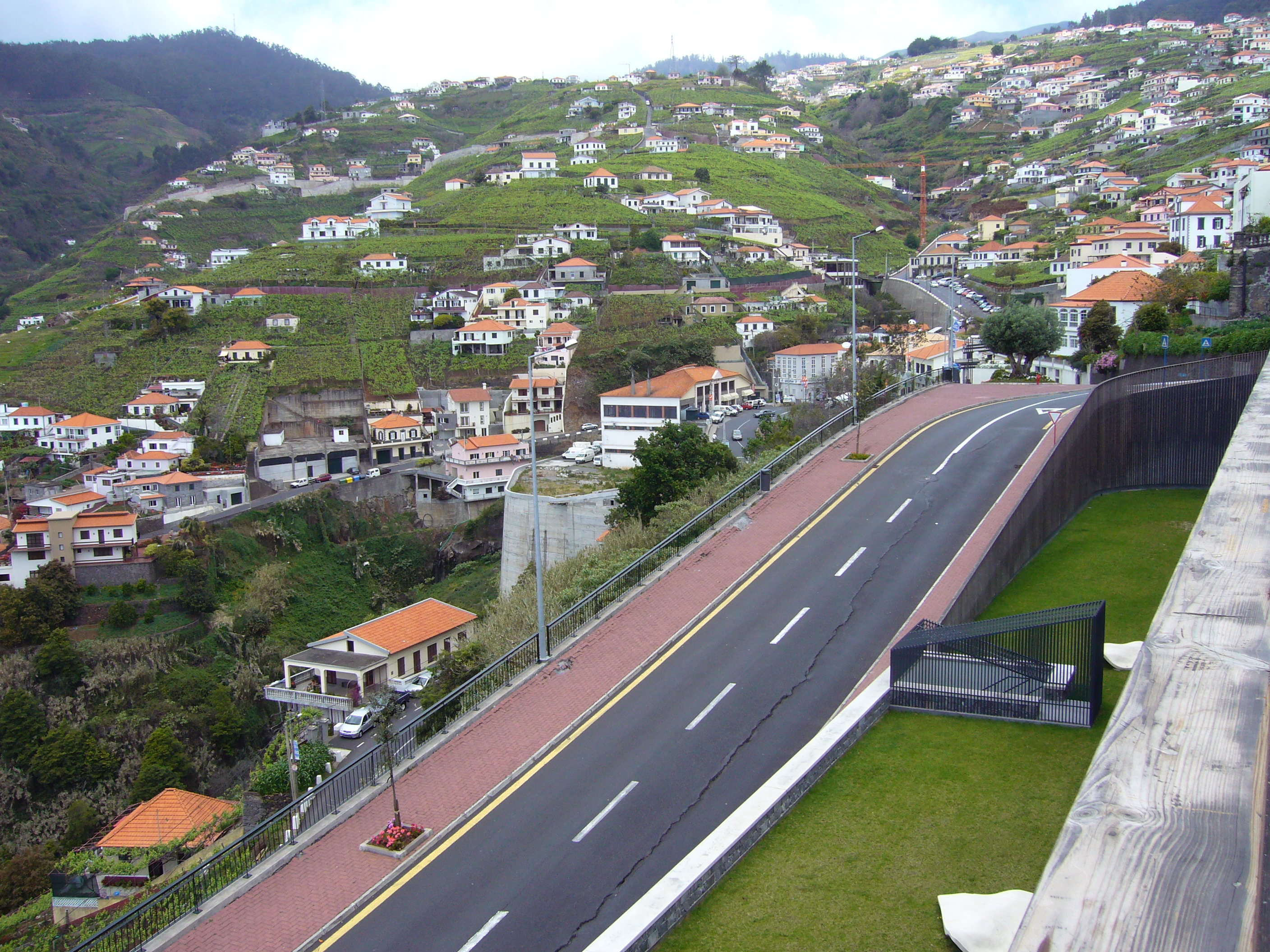
Дорога в місті з розломом уздовж
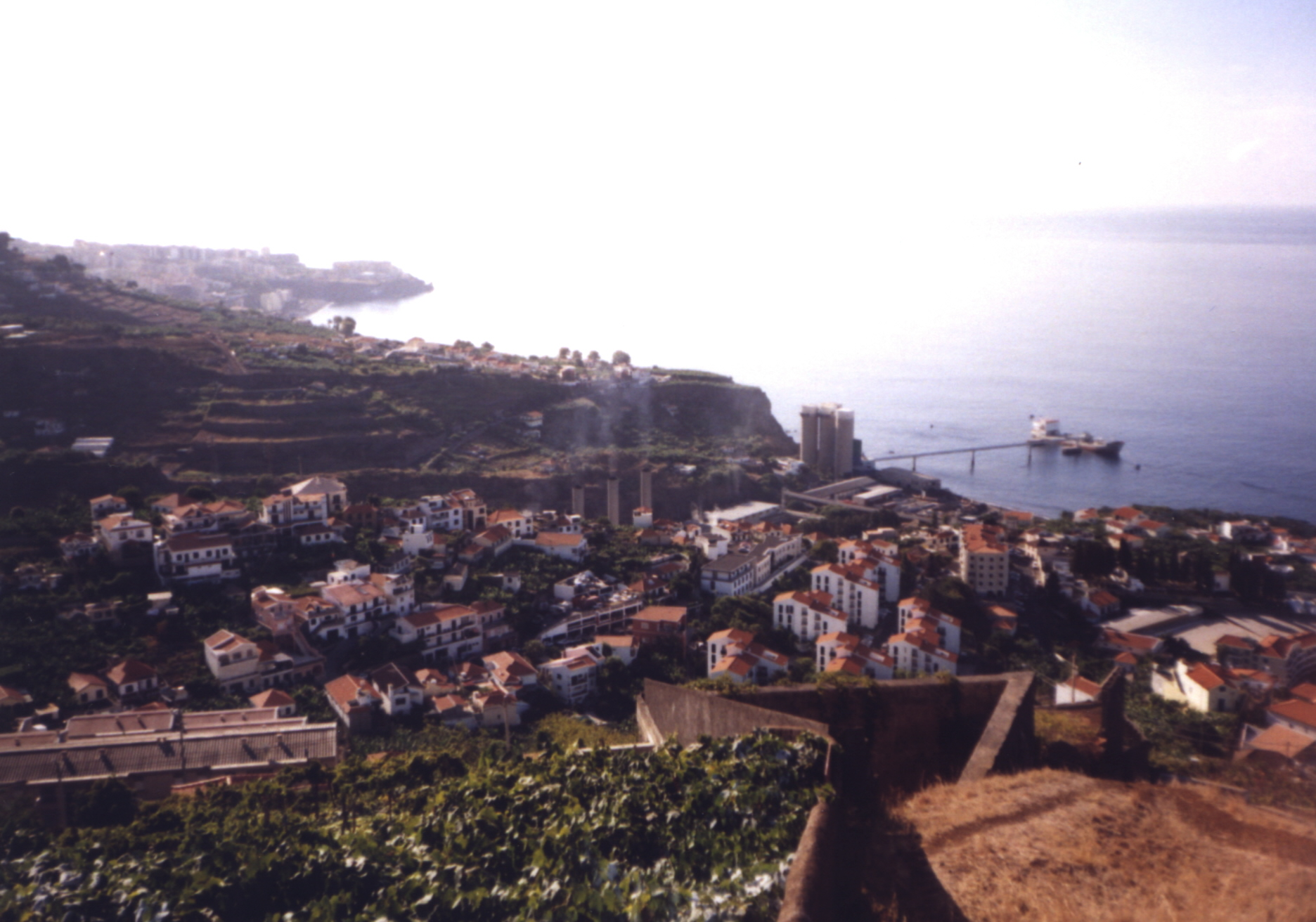
Панорама міста на фоні теплової електростанції